# Louis Georges Gouy

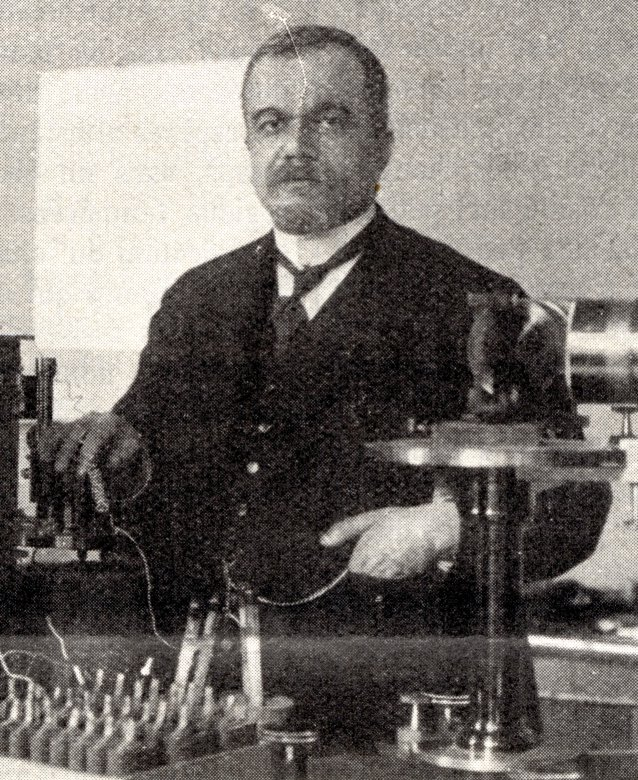
Podpis pod grafiką

Louis Georges Gouy (1854–1926) – francuski fizyk. Prowadził badania głównie w dziedzinie optyki. Jako pierwszy badacz zaobserwował dyfrakcję światła pod dużymi kątami, utrwalając w ten sposób pogląd na falową naturę światła. Był profesorem uniwersytetu w Lyonie.